# Orgel Joke
Johanna Cornelia (Joke) Meijer-Wapenaar (Vlaardingen, 12 juni 1949), beter bekend onder haar artiestennaam Orgel Joke, is een Nederlandse keyboardspeler, die in 2020 tijdens de coronacrisis in Nederland landelijke bekendheid verwierf met filmpjes van haar optredens op Instagram. 
Joke Meijer begon op 19 maart 2020 met het maken van filmpjes waarop ze keyboard speelt, met deze filmpjes wilde zij mensen in coronatijd opvrolijken. Het maken van de filmpjes bracht Joke daarnaast afleiding na het overlijden van haar man, begin 2020. Tijdens de lockdowns plaatste ze dagelijks een muziekstuk online, daardoor verkreeg ze aandacht in de landelijke media en was ze onder andere te zien in meerdere uitzendingen van Shownieuws en RTL Boulevard. Dankzij deze aandacht zong ze in mei 2020 online een duet met Paul de Leeuw en wist ze diezelfde maand de The Best Social Award in de categorie Beste Thuisblijf-content te winnen.
Door de aanhoudende aandacht die Meijer verkreeg was ze datzelfde jaar te zien in het zestiende seizoen van het SBS6-programma Ik hou van Holland, hier speelde zij om de week een liedje dat de kandidaten moesten raden. Tevens was ze in 2020 te zien als panellid in Ranking the stars. In het voorjaar van 2021 werd Meijer gepersifleerd in De TV Kantine, hier had ze zelf ook een gastrol in. Daarnaast was ze in mei 2021 kort te zien tijdens het Eurovisiesongfestival.
Naast televisieoptredens trad Meijer als gastartiest ook op bij verschillende grote gelegenheden. Zo trad ze in 2022 onder andere op tijdens de Zwarte Cross, bij Popcorn festival, bij X-Qlusive Holland in het Gelredome en bij het Symphonica in Rosso-concert van de Dolly Dots in de Ziggo Dome. Eind december 2022 werd bekend dat ze in het ziekenhuis opgenomen is vanwege een bloedaandoening.
Na hersteld te zijn van haar ziekte ging Orgel Joke weer volop door met optreden. Ze was onder andere te zien in Heel Holland Bakt bij NPO Start en heeft weer opgetreden bij Jagersonic festival in Groningen. 
In 2024 was Orgel Joke aanwezig op meerdere festivals. Zo speelde zij een set op Jera on Air, een punk- en metalfestival in Ysselsteyn. Ook opende zij Zwarte Cross in Lichtenvoorde. In Schiedam opende ze dat jaar de teruggekeerde Brandersfeesten. Op 4 december 2024 had Orgel Joke een kleine gastrol in Goede tijden, slechte tijden, waarbij ze met haar keyboard een nummer speelde. Diezelfde week, op 9 december 2024, bracht Orgel Joke in samenwerking met Immer Hansi een kerstsingle uit onder de naam Kerstliedje (Jingle Bells).
In 2025 was Orgel Joke te zien als dragqueen in het televisieprogramma Make Up Your Mind. In dat jaar was haar optreden bij Paaspop zo populair dat de tent waarin ze optrad tijdelijk moest worden afgesloten. In juli 2025 was ze als vervanger van Goldband de hoofdact bij de Zwarte Cross.